# 萨尔巴赫-后格莱姆
萨尔巴赫-后格莱姆是奥地利萨尔茨堡州滨湖采尔县的一个市镇。总面积125.53平方公里，总人口2958人，人口密度23.6人/平方公里（2005年）。